# Taraniec paskowany
Taraniec paskowany (Dorcadion scopolii) – gatunek chrząszcza z rodziny kózkowatych.

## Taksonomia
Gatunek ten opisany został w 1784 roku przez Johanna F. W. Herbsta jako Lamia scopolii. Jego nazwa gatunkowa nadana została na cześć Giovanniego Antonio Scopoliego. W rodzaju Dorcadion umieszczony został przez Ernsta Gustava Kraatza w 1873 roku

## Występowanie
Chrząszcz ten występuje od krajów byłej Jugosławii, Bułgarii i Rumunii do Węgier, Słowacji, Mołdawii, południowo-zachodniej Ukrainy i południowo-wschodniej Polski, gdzie podawany jest z niewielu stanowisk i objęty jest częściową ochroną gatunkową.